# Buskblåblomma
Buskblåblomma (Ceratostigma griffithii) är en triftväxtart som ingår i blåblomssläktet (Ceratostigma). Den härstammar från Bhutan och sydvästra Kina och är en liten buske. I andra delar av världen förekommer den använd som en prydnadsväxt utomhus eller som en rumsväxt.